# Richard Neal
Richard Edmund Neal (narozený 14. února 1949) je americký demokratický politik, od roku 1989 zástupce pro 1. kongresový okrsek Massachusetts, který zahrnuje Springfield, West Springfield, Pittsfield, Holyoke, Agawam, Chicopee a Westfield, a je spíše venkovského rázu. Od roku 2013 je Neal seniorním představitelem delegace Massachusetts ve Sněmovně reprezentantů Spojených států, a také seniorním představitelem delegací Sněmovny reprezentantů v Nové Anglii.

## Citát
| „ | Pokračující invaze ruské armády není ničím jiným než pokusem prezidenta Putina potlačit hrozící riziko demokratických revolucí, které se v posledních třiceti letech odehrály v sousedních zemích. Odolnost, kterou prokázal ukrajinský lid, je obdivuhodná, a já stojím za Bidenovou administrativou a našimi spojenci v jejich úsilí o odražení tohoto útoku na ukrajinskou suverenitu. | “ |